# Anatoliadelphyidae
De Anatoliadelphyidae zijn een familie van uitgestorven buideldierachtigen. Het waren carnivoren die leefden tijdens het Midden-Eoceen in wat nu Turkije is.

## Voorkomen
De Anatoliadelphyidae zijn bekend uit de Uzançarşıdere-formatie in Anatolië, die dateert van circa 43 miljoen jaar geleden in het tijdvak Lutetien. Turkije was tijdens het Midden-Eoceen een eiland en onderdeel van een archipel van grote, bergachtige eilanden in zuidelijk Europa en zuidwestelijk Azië omgeven door ondiepe zeeën. Placentaire carnivoren zoals roofdieren, creodonten en mesonychiden zijn niet bekend uit de Uzançarşıdere-formatie en de anatoliadelphyiden konden zich zo in het geïsoleerde Anatolië ontwikkelen tot de voornaamste roofdieren.

## Taxonomie
De familie omvat twee soorten: Anatoliadelphys maasae, een katachtig dier met het formaat van een huiskat of gevlekte buidelmarter, en de half zo grote Orhaniyeia nauta. Fylogenetische analyse en overeenkomsten in het gebit wijzen er op de anatoliadelphyiden verwant zijn aan de Polydolopimorphia, uitgestorven Zuid-Amerikaanse buideldierachtigen. De gedachte is dat anatoliadelphyiden op één of andere manier via Afrika vanuit de restanten van Gondwana het Anatolische eiland bereikten.